# قلعه‌جوق (سرآب)
قلعه‌جوق یکی از روستاهای استان آذربایجان شرقی است که در دهستان رازلیق بخش مرکزی شهرستان سرآب واقع شده‌است.

## موقعیت و فعالیت
روستای قلعه‌جوق در حومه سرآب و در حدود سه کیلومتری شهر قرار دارد و در کنار یک تپه باستانی بنا گردیده که متأسفانه در سال‌های اخیر قسمتی از آن بعلت خاکبرداری و ساخت مدرسه (که هم‌اکنون به عنوان دانشگاه پیام نور مورد استفاده قرار می‌گیرد) تخریب گردیده و دیوارهای قلعه که در بالای تپه آثار آن هنوز قابل رویت است بکلی در سال‌های اخیر تخریب شده‌است. روستای قلعه جوق بین شهر سرآب و دهستان رازلیق واقع گردیده و حدود ۵ هزار نفر جمعیت دارد.
اطراف این روستا را باغهای گلابی و زردآلو احاطه کرده و اطراف باغها نیز توسط مزارع کشاورزی احاطه شده‌است.
این روستا محل پرورش خالص‌ترین نژاد سگ ایرانی (سگ سرآبی) می‌باشد. این نژاد از قویترین نژادهای شناخته شده در جهان بوده و برای نگهبانی و حفاظت از گله استفاده می‌شود.
یک کارگاه پنیر سازی جدیدا در مرکز (دوت‌یول) این روستا  فعال شده است.
جمعیت روستا ۲۵۰۰ نفر است. این روستا در شمال سرآب واقع است و راه روستاهای رازلیق  و چند روستای دیگر از آن می‌گذرد.